# Vesignieíta
La vesignieíta es un mineral vanadato encuadrado en la clase de los minerales fosfatos. Fue descubierta en 1955 en una mina de la localidad de Friedrichroda en el estado de Turingia (Alemania), siendo nombrada así en honor de Louis Vésignié, presidente de la Sociedad Mineralógica de Francia muerto un año antes de su descubrimiento. Sinónimos poco usados son vesigneíta y calciovolborthita.

## Características químicas
Es un vanadato de cobre y bario con aniones adicionales de hidroxilo, que cristaliza en el sistema cristalino monoclínico. Químicamente y visualmente similar a la volborthita.

## Formación y yacimientos
Encontrado en el interior de geodas en minerales del manganeso en la localidad en que fue descubierto, es un raro mineral secundario formado en yacimientos de uranio y vanadio. Aparece en numerosas localizaciones del mundo pero en agregados de muy pequeño tamaño. Suele encontrarse asociado a otros minerales como: volborthita, malaquita, tyuyamunita, carnotita, barita o calcita.